# Rhizopodomyces merragatae
Rhizopodomyces merragatae är en svampart som beskrevs av Thaxt. 1931. Rhizopodomyces merragatae ingår i släktet Rhizopodomyces och familjen Laboulbeniaceae.   Inga underarter finns listade i Catalogue of Life.